# Dendrocnide cordifolia
Espèce
Classification APG III (2009)
Synonymes
Laportea cordifolia L. S. Sm.

Dendrocnide cordifolia est une espèce de plantes à fleurs de la famille des Urticaceae.